# 万佛山镇
临口镇，是中华人民共和国湖南省怀化市通道侗族自治县下辖的一个乡镇级行政单位。

## 行政区划
临口镇下辖以下地区：
兴临社区、临口村、五一村、杏花村、石壁村、桥梁村、上洞村、太平岩村、中团村、江寨村、官团村和山溪村。